# Adetokunbo Ademola
Adetokunbo Adeboyega Ademola est un juge nigérian (1er février 1906 - 29 janvier 1993) et le premier natif de son pays à diriger la Cour suprême du Nigeria (1958-1972); il fut aussi le cofondateur de la première école de droit nigériane. Fils du chef du peuple des Egba (sud-ouest du pays), il fit ses études à Lagos puis à Cambridge avant d'étudier le droit à Middle Temple de Londres où il fut appelé au barreau en 1934. Après être retourné dans son pays natal, il travailla tout d'abord dans la fonction publique puis pratiqua le droit avant de devenir juge (1939-49), puis juge puîné à la Cour Suprême où il fut nommé par les autorités britanniques et deviendra juge en chef de la section ouest du pays en 1955. Trois ans plus tard, il fut nommé à la plus haute cour du pays. Il demeura en poste après que le Nigeria eut obtenu son indépendance (1960) et finira par prendre sa retraite en 1972.
À partir de 1975, il sera chancelier de l'Université du Bénin puis président de la Fondation du Commonwealth à partir de 1978. Il fut anobli en 1957.
Il est aussi président du Comité olympique du Nigeria de 1962 à 1966 et membre du Comité international olympique de 1963 à 1985, ainsi que membre honoraire du CIO de 1985 à sa mort.

## Distinctions
- Chevalier commandeur de l'Ordre de l'Empire britannique (KBE), 1963[1]
- Médaille d'argent de l'Ordre olympique, 1985